# 450 años de guerra contra el imperialismo

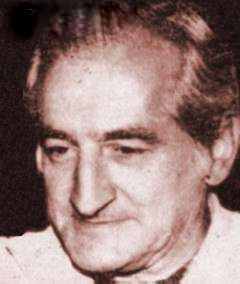
Héctor Germán Oesterheld.

Latinoamérica y el Imperialismo, 450 años de guerra, originalmente titulada 450 años de Guerra Contra el Imperialismo, es una historieta creada y escrita por Héctor Germán Oesterheld y dibujada por Leopoldo Durañona. La misma relata la historia de la República Argentina y su formación desde las Provincias Unidas del Río de la Plata en adelante, desde lo que el autor consideraba una visión popular. Fue publicada originalmente en el periódico El Descamisado, de la agrupación guerrillera Montoneros.

## Historia editorial
450 años de Guerra Contra el Imperialismo fue escrita por Oesterheld a continuación de otras dedicadas al Che Guevara y a Evita, como una serie de historietas destinadas a explicar la historia argentina desde su punto de vista, realzando el papel de las clases populares de cada momento histórico y sus figuras. Se publicó durante 1973 y 1974 en la revista semanal "El Descamisado". Su primera aparición fue en el número 10, del 24 de julio de 1973, y se terminó de publicar en el número 45, del 26 de marzo de 1974. El 8 de abril el presidente Juan Domingo Perón clausuró la revista a través del decreto 1100/74.
En el año 2004, los editores Doeyo y Viniegra reeditaron la colección bajo el nombre Latinoamérica y el Imperialismo: 450 años de guerra.

## Descripción
La historieta describe los hechos históricos de la formación del Estado Argentino, la Conquista de América, el desmembramiento del Virreinato del Río de la Plata, la intervención británica en la independencia de Uruguay y la caída de Rosas, así como a los próceres populares que considera más importantes, siendo el más destacado José Gervasio Artigas, y en segundo plano Juan Manuel de Rosas.
Compara permanentemente hechos históricos con situaciones de la política reciente, relacionando ambos en un estilo llano y conciso, para establecer lo que considera una línea histórica popular y otra oligárquica:
- La línea popular estaría constituida por Artigas, Pancho Ramírez, Dorrego, Rosas, Facundo Quiroga, Güemes, Perón y Evita, los federales y los desconocidos gauchos, soldaderas, negros, esclavos, paisanos y productores del interior del país.
- La línea histórica oligárquica estaría representada por Miranda, Moreno, Castelli, Rivadavia, Urquiza, Mitre, Sarmiento, los unitarios, los comerciantes de Buenos Aires y Montevideo, y los gobiernos británico, francés y brasileño. La historia está escrita desde un punto de vista partidario peronista, en la tradición del revisionismo del historiador Salvador Ferla.

Oesterheld utiliza apenas los métodos habituales de la historieta para el relato. Hay pocos globos de texto para indicar lo que los personajes "dicen" o "piensan", pero no se sigue una acción de forma secuencial entre una viñeta y otra. En cambio, se relata en tercera persona la vida de los héroes y traidores de la historia del Río de la Plata y los dibujos se limitan a ilustrar las situaciones descriptas.

## Capítulos
- La España Imperialista
- La rebelión de Túpac Amaru
- Los Ingleses preparan la Dominación
- Las Invasiones Inglesas
- El Pueblo echa al Invasor Inglés
- La "tercera" Invasión Inglesa
- El "17" de los Orilleros
- Rivadavia, garantía para os Ingleses
- La rebelión de Patricios y la anti-patria fusiladora
- Artigas: La Patria Grande I
- Artigas: La Patria Grande II
- Artigas: La Patria Grande III
- La Entrega del Uruguay I
- Las Montoneras
- El Ejército de la Patria Grande
- La Oligarquía Portuaria
- La Entrega del Uruguay II
- Dorrego
- Rosas I
- Rosas II
- Rosas III
- Rosas IV
- Las Invasiones Realistas
- Negro
- Güemes
- La Muerte de Quiroga
- Ramírez
- La Frontera I
- La Frontera II
- Las Soldaderas
- Los que despoblaron el Campo
- Chilavert
- La Traición de Justo José de Urquiza
- Urquiza también perdió